# Cioc-Maidan
Cioc-Maidan (in gagauzo Çokmeydan, in russo Чок-Майдан) è un comune della Moldavia situato nella Gagauzia di 3.926 abitanti al censimento del 2004.

## Società

### Evoluzione demografica
In base ai dati del censimento, la popolazione è così divisa dal punto di vista etnico:
| Etnia       | Abitanti | %     |
| ----------- | -------- | ----- |
| Moldavi     | 149      | 3,79  |
| Ucraini     | 33       | 0,84  |
| Russi       | 45       | 1,47  |
| Gagauzi     | 3.657    | 93,15 |
| Bulgari     | 14       | 0,36  |
| Rumeni      | 0        | 0     |
| Altre etnie | 28       | 0,71  |